# Bruine zwartstipuil
De bruine zwartstipuil (Xestia baja) is een nachtvlinder uit de familie van de uilen (Noctuidae). De wetenschappelijke naam van de soort is als Noctua baja gepubliceerd  in 1775 door Denis en Schiffermüller.

## Beschrijving
De voorvleugellengte bedraagt tussen de 17 en 21 millimeter. De grondkleur van de voorvleugels varieert van roodbruin tot grijsbruin, zowel licht als donker. Aan de voorrand (costa) bij de buitenste dwarslijn bevinden zich twee of drie opvallende zwarte stippen. 

## Levenscyclus
De rups van de bruine zwartstipuil is te vinden van augustus tot in mei en overwintert. Hij is polyfaag op vooral kruidachtige, maar ook houtige planten en zelfs loofbomen. De vlinder kent één jaarlijkse generatie die vliegt van begin juli tot halverwege september. 

## Voorkomen
De soort komt voor van Europa tot in Oost-Azië. De bruine zwartstipuil is in Nederland een algemene en in België een niet zo algemene soort. 